# Maria Consolata Betrone
Maria Consolata Betrone (ur. 6 kwietnia 1903; zm. 18 lipca 1946) – Czcigodna Służebnica Boża Kościoła katolickiego, włoska klaryska kapucynka.

## Życiorys
Urodziła się wielodzietnej rodzinie. Mając 13 lat, w 1916 roku, usłyszała głos „Czy chcesz należeć cała do mnie?”, na co odpowiedziała „Jezu, tak”. W 1924 roku, mając 21 lat wstąpiła do klasztoru klarysek kapucynek. Była mistyczką; miała wizje i rozmawiała z Jezusem Chrystusem. Mistyczne przeżycia pisała w dzienniku. Zmarła w opinii świętości, a obecnie trwa jej proces beatyfikacyjny.